# Tay Zonday
Adam Nyerere Bahner (Mineápolis, Minnesota; 21 de mayo de 1982), más conocido como Tay Zonday, o "Chocolate Rain Guy" es un youtuber, cantante y actor de voz estadounidense.
Se hizo famoso en internet gracias a una canción que él compuso en abril de 2007 titulada "Chocolate Rain" traducido literalmente como "Lluvia de chocolate" en español. El video donde sale cantando su pieza rápidamente se convirtió en un fenómeno de internet debido a lo gracioso de la letra y el modo en el que la canta. Para agosto de 2024 su videoclip ha obtenido más de 139 millones de reproducciones en Youtube. También es conocido por su rango vocal bajo y por tener una voz muy grave y ronca. 

## Biografía
Zonday nació como Adam Nyerere Bahner en Mineápolis, Minnesota, Estados Unidos. Su madre es de ascendencia africana y su padre es caucásico, ambos son profesores. Es el menor de tres hermanos y además es autista diagnosticado a los quince años con Síndrome de Asperger (High-functioning).
Estudio en la Illinois Mathematics and Science Academy pero dejó los estudios antes de graduarse. Más adelante se inscribió en The Evergreen State College de la cual si se graduó en el año 2004. En ese mismo año se enroló en la Universidad de Minnesota para realizar su doctorado PhD en estudios americanos, enfocándose principalmente en la historia del teatro y su impacto social con la intención de convertirse en profesor. Sin embargo, después del éxito de su canción "Chocolate Rain", Bahner decidió culminar la universidad con una maestría en el año 2008 para así mudarse a Los Ángeles, California.
Bahner adoptó el nombre de Tay Zonday como una manera de separar su carrera académica de su carrera artística, según él le pareció una nombre bastante pegadizo y además no había sido elegido por ningún artista hasta entonces.

## Carrera
A pesar de haberse graduado en la Universidad de Minnesota, Zonday empezó a participar en eventos de micrófono abierto en el año 2006. En búsqueda de más aceptación y respuesta del público, decidió comenzar a subir sus performances en internet al año siguiente.

### "Chocolate Rain"
Zonday lanzó su canción "Chocolate Rain" el 22 de abril de 2007. Esta hace una alusión muy sutil a temas como el racismo y la discriminación. Tras el rotundo éxito, fue invitado a participar en diferentes programas de televisión como G4TV's Attack of the Show!, VH1's Best Week Ever, Lily Allen and Friends, Jimmy Kimmel Live!, Tosh.0 y Maury, donde pudo cantar "Chocolate Rain" en televisión nacional tan solo tres meses después de haber publicado su canción en Youtube. Apareció en la portada de Los Angeles Times el 12 de agosto de 2007, además también tuvo menciones en los periódicos The Toronto Star, The Chicago Tribune, The Star Tribune y la revista People. Adicionalmente, ha aparecido en CNN. El 12 de febrero de 2008, apareció en el show Lily Allen and Friends de la cadena BBC, donde tuvo la oportunidad de cantar un cover de la canción Smile de Lilly Allen. En marzo de 2008 su video ganó un Youtube Award en la categoría de música.
El periódico australiano Daily Telegraph dijo acerca de Zonday que: "Tay Zonday ha escrito quizás una de las canciones mas escuchadas en todo el mundo hasta entonces", la revista People reseñó: "Él ha alcanzado un completo éxito en Youtube con su repetitivo ritmo en el teclado de "Chocolate Rain", y después de su aparición en el programa Jimmy Kimmel Live!, Tay brillará aun mas en el futuro". El artículo también destacó que varios artistas famosos han hecho sus propias versiones debido a la enorme incremento en popularidad que "Chocolate Rain" adquirió en agosto de 2007. John Mayer versionó Chocolate Rain en guitarra en uno de sus conciertos, también Tré Cool el baterista de Green Day grabó una parodia la cual publicó en la plataforma de Youtube. Zonday adquirió aun más popularidad cuando personas de todo el mundo empezaron a hacer parodias y remezclas de su canción. Un trozo de su video tuvo aparición en el programa The CW's Online Nation. Zonday ha aparecido en Good Morning America.
Zonday apareció en un comercial para Comedy Central llamado "Last Laugh 07", hosteado por Lewis Black. Lanzó un video titulado "Cherry Chocolate Rain" en promoción con la marca de refresco Dr Pepper. Realizó una comercial con Leslie Hall para el navegador Firefox en la cual canta una canción llamada "Users Against Boredom" parodiando a "We Are The World" de 1985. Zonday ha dicho que usualmente las personas comparan su voz  con la de artistas como Paul Robeson, Barry White, James Earl Jones y Brad Roberts. Apareció además en el Intel's Consumer Electronics Show donde renderizó parte de los archivos originales de su video "Chocolate Rain" en Sony Vegas.

### Después de "Chocolate Rain"
En febrero de 2010, tuvo un cameo en un comercial para Vizio el cual fue mostrado en el Super Bowl tras un concierto de Beyoncé.
En agosto de 2011, Zonday lanzó su único EP hasta entonces, titulado "Chocolate Rain 2.0". En noviembre subió a Youtube la canción "Mama Economy (The Economy Explained)" en respuesta a la crisis económica en los Estados Unidos. "Mama Economy" tiene una aparición especial de la violinista Lindsey Stirling.
El 22 de junio de 2012, Zonday subió un cover de la canción "Call Me Maybe" de Carly Rae Jepsen, el cual para el año 2024 ha alcanzado la cifra de 6.7 millones de vistas. Su versión fue mencionada en la lista "The 10 Best 'Call Me Maybe' Covers" de Billboard.com. Se le ha visto cantar la canción en frente del micrófono en lo que él dice fue: "lo mas bajo que pude cantar".

### Actor de voz
Zonday dio voz al personaje "The King" en la serie web animada Happy Wheels la cual está basada en el juego del mismo nombre, esta fue lanzada en la plataforma Go90 en noviembre de 2016.
En julio de 2017, Machinima.Inc y Hasbro reclutaron a varias personalidades de Youtube, incluyendo a Zonday, para la realización de la serie web animada Transformers: Titans Return. Le fue asignado el papel de "Chorus of The Primes".

## Vida personal
Zonday ha sido diagnosticado con trastorno del espectro autista.